# Cultura FM (Uberlândia)
Cultura FM, conhecida como Cultura HD é uma rádio do Grupo Integração (Uberlândia, Minas Gerais) e foi a primeira rádio digital do país.